# Gare de Herrlisheim (Bas-Rhin)
Ne doit pas être confondu avec Gare de Herrlisheim-près-Colmar.
La gare de Herrlisheim (Bas-Rhin) est une gare ferroviaire française de la Ligne de Strasbourg à Lauterbourg située sur le territoire de la commune de Herrlisheim, dans la  la collectivité européenne d'Alsace (département du Bas-Rhin), en région Grand Est.
Elle est mise en service en 1876, pendant l'annexion allemande, par la Direction générale impériale des chemins de fer d'Alsace-Lorraine. 
C'est une halte voyageurs de la Société nationale des chemins de fer français (SNCF) du réseau TER Grand Est, desservie par des trains express régionaux.

## Situation ferroviaire
Établie à 127 mètres d'altitude, la gare de Herrlisheim est située au point kilométrique (PK) 21,528 entre les gares de Gambsheim et de Drusenheim.

## Histoire
La ligne de Strasbourg à Lauterbourg, qui traverse la commune, est mise en service le 25 juillet 1876 par la Direction générale impériale des chemins de fer d'Alsace-Lorraine (EL). La gare de Herrlisheim est ouverte en même temps que la ligne.
Le 19 juin 1919, la gare entre dans le réseau de l'Administration des chemins de fer d'Alsace et de Lorraine (AL), à la suite de la victoire française lors de la Première Guerre mondiale. Puis, le 1er janvier 1938, cette administration d'État forme avec les autres grandes compagnies la SNCF, qui devient concessionnaire des installations ferroviaires de Herrlisheim. Cependant, après l'annexion allemande de l'Alsace-Lorraine, c'est la Deutsche Reichsbahn qui gère la gare pendant la Seconde Guerre mondiale, du 1er juillet 1940 jusqu'à la Libération (en 1944 – 1945).
En mars 2013, la fréquentation en voyageurs de la gare est de 1 254 montants et 1 156 descendus des trains de la ligne Strasbourg - Lauterbourg.

## Fréquentation
De 2015 à 2023, selon les estimations de la SNCF, la fréquentation annuelle de la gare s'élève aux nombres indiqués dans le tableau ci-dessous.
| Année                      | 2015    | 2016    | 2017    | 2018    | 2019    | 2020    | 2021    | 2022    | 2023    |
| -------------------------- | ------- | ------- | ------- | ------- | ------- | ------- | ------- | ------- | ------- |
| Voyageurs                  | 158 057 | 152 118 | 155 461 | 154 932 | 171 268 | 117 805 | 138 060 | 178 606 | 187 138 |
| Voyageurs et non voyageurs | 197 572 | 190 148 | 194 327 | 193 665 | 214 085 | 147 257 | 172 575 | 223 258 | 233 923 |

## Service des voyageurs

### Accueil

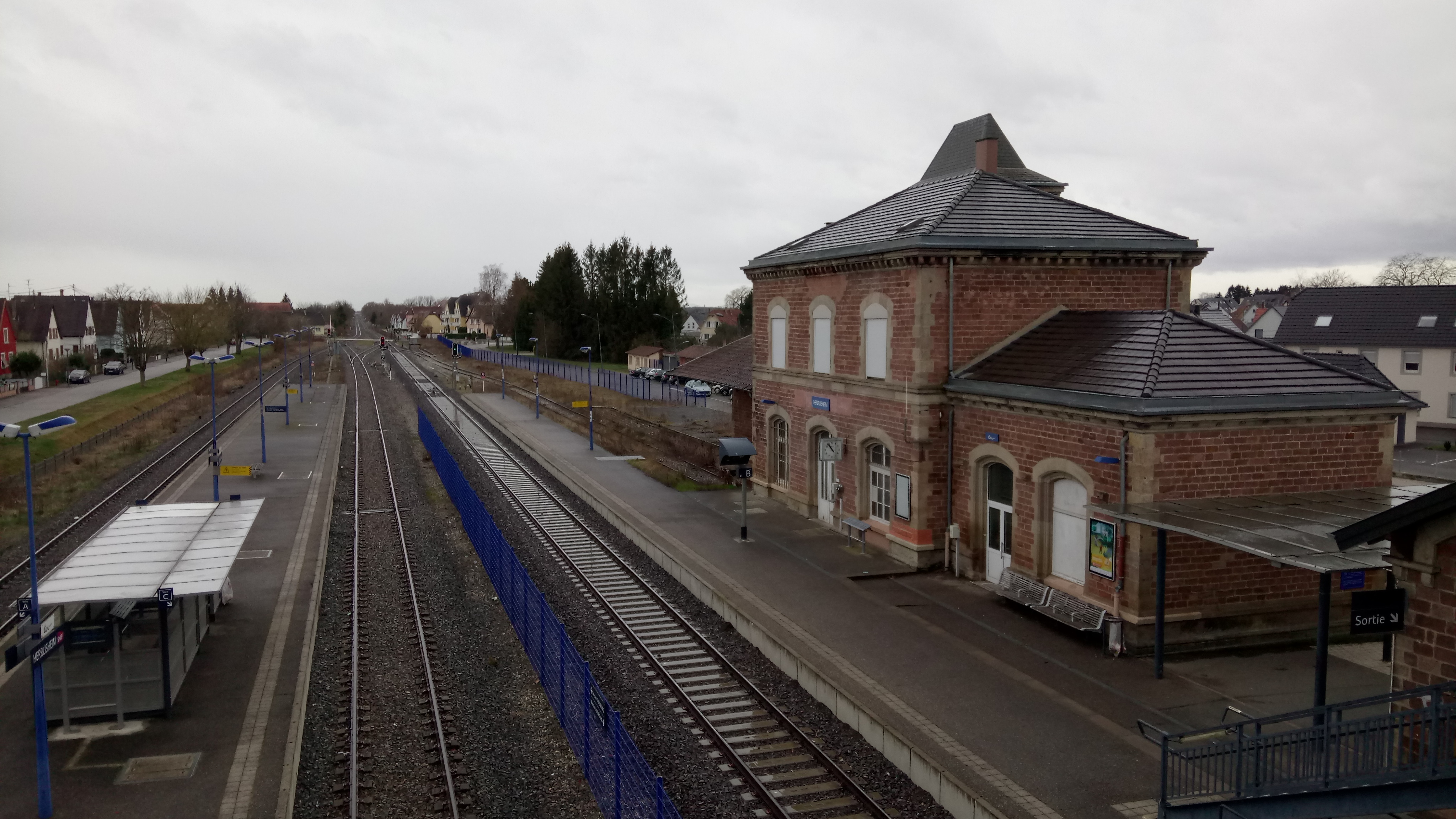
Vue d'ensemble de la gare de Herrlisheim (Bas-Rhin) depuis la passerelle, direction Strasbourg.

Halte SNCF, c'est un point d'arrêt non géré (PANG) à accès libre. Elle est équipée d'automates pour l'achat de titres de transport.
Une passerelle, avec ascenseurs pour les personnes à la mobilité réduite, permet la traversée des voies et le passage d'un quai à l'autre.

### Desserte
Herrlisheim est une halte voyageurs du réseau TER Grand Est, desservie par des trains express régionaux de la relation : Strasbourg - Lauterbourg, ou Rœschwoog, ou terminus.

### Intermodalité
Un parc pour les vélos et un parking pour les véhicules y sont aménagés. 
En complément de la desserte ferroviaire, elle est desservie par des cars TER de la relation gare de Lauterbourg - gare de Rœschwoog.

## Service du fret
La gare de Herrlisheim est ouverte au service du fret pour des expéditions et livraison en gare avec accord pour une desserte par « wagon isolé »
Le document de référence du réseau (DRR) pour l'horaire de service 2019 indique qu'elle dessert une installation terminale embranchée (ITE).

## Patrimoine ferroviaire
L'ancien bâtiment voyageurs et sa halle à marchandises attenante ainsi qu'un bâtiment annexe transformé en abri à vélos sont toujours présents. Le corps central de trois travées auquel est accolée une tour d'horloge côté rue est flanqué d'une aile de deux travées sur sa gauche et par la halle à marchandises sur sa droite. Il appartient à un plan type standard de l'EL également employé pour la gare voisine de Gambsheim. La gare homonyme de Herrlisheim-près-Colmar a été dotée d'un bâtiment similaire à la disposition inversée, avec la tour et la halle à marchandises à gauche.